# Mohelenská hadcová step

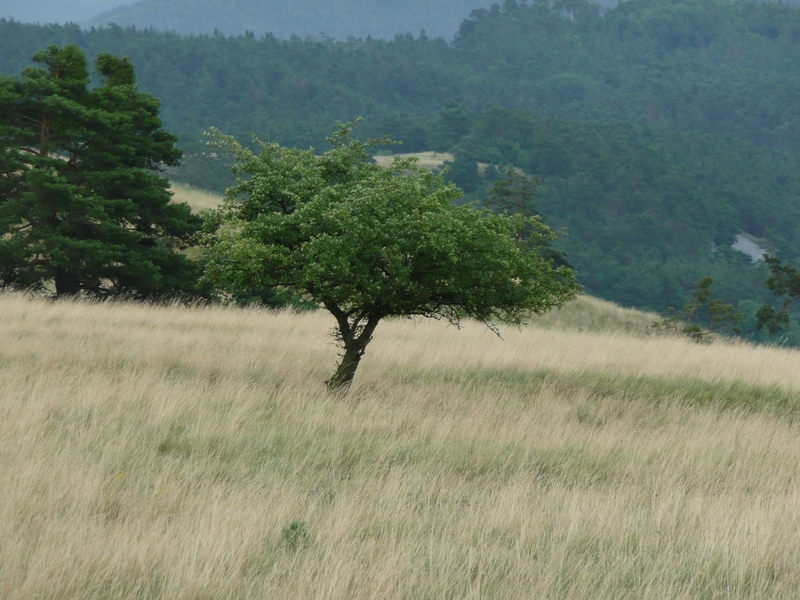
Die Serpentinit-Steppe Mohelenská hadcová step

Mohelenská hadcová step ist eine Serpentinit-Steppe in Tschechien. Sie liegt am Ufer der Jihlava auf dem Katastergebiet der Gemeinden Mohelno und Dukovany, etwa 30 Kilometer westlich der mährischen Stadt Brünn. Das 48 Hektar große Gebiet steht seit 1933 unter Naturschutz und besitzt den Status eines Nationalen Naturreservats.
Den Untergrund des Geländes bildet Serpentinit-Gestein, das nur im geringen Maße verwittert ist. Die bestehenden Böden weisen hohe Konzentrationen von Kobalt, Chrom und Nickel auf, die sich aus dem Gestein gelöst haben. Das Mikroklima ist extrem trocken und heiß: die Serpentinit-Felsen haben eine bis zu 20° höhere Temperatur als die umgebende Landschaft.
Auf der felsigen Basis haben sich Pflanzen- und Tierarten angesiedelt, die an diese spezifischen Bedingungen angepasst sind und an anderen Standorten nicht vorkommen, wie der Serpentin-Streifenfarn oder die Strand-Grasnelke (A. maritima subsp. Serpentini). Sehr artenreich ist die Fauna der Wirbellosen: Über 60 % aller in Tschechien heimischen Ameisen-Arten sind hier zu finden, dazu kommen hunderte von Schmetterlingsarten. Das spezifische Klima und der niedrige Nährstoffgehalt im Boden bedingen eine Verzwergung (Nanismus) vieler Arten. 
Bis in das 20. Jahrhundert wurde die Steppe als Weideland genutzt; nach 1933 blieb sie jahrzehntelang unbewirtschaftet. Seit den 1980er Jahren wird der Kiefern-Bewuchs systematisch eliminiert, 1997 wurde die Beweidung wieder aufgenommen. Das Gelände ist auf markierten Wegen zugänglich und mit einem Natur-Lehrpfad ausgestattet.